# تور دوچرخه‌سواری پکن
تور دوچرخه‌سواری پکن (انگلیسی: Tour of Beijing) یک تور دوچرخه‌سواری جاده در کشور چین بوده است.
این که تور از سال ۲۰۱۱ تا ۲۰۱۴ در شهر پکن برگزار شده جزئی از تور جهانی دوچرخه‌سواری محسوب می‌شده است.